# Recco (nave cisterna)
Il Recco è stato un piroscafo cisterna italiano, violatore di blocco durante la seconda guerra mondiale.

## Storia
All'inizio degli anni venti era stato costituito a Milano (ma con direzione a Genova) il Consorzio Utenti Nafta Società anonima, prima società di navigazione italiana che si sarebbe occupata del trasporto della nafta ad uso industriale, in modo da rendere indipendenti le aziende del Nord Italia dalle società straniere. Il Consorzio, necessitando di navi per il proprio Servizio Marittimo – con Vado Ligure come porto di discarica –, decise di acquistare due piroscafi da carico impostati nel 1919 e convertiti in navi cisterna, in costruzione nei cantieri di Riva Trigoso: le due navi ricevettero i nomi di Recco e Rapallo.

La conversione delle due navi da carico in petroliere, eseguita sugli scali sui quali esse si trovavano in costruzione, venne effettuata eliminando i colaggi del fasciame e raddoppiando gran parte della coperta in modo da aumentare la robustezza delle due unità. Le cisterne erano separate da una singola paratia longitudinale e da varie paratie trasversali, avendo così solo cisterne laterali (dal 1925 in poi, invece, si costruirono petroliere con tre file di cisterne, due ai lati ed una centrale). Le due unità avevano ancora i doppi fondi a sistema cellulare, tipici delle navi da carico, ove tali doppifondi avevano grandi aperture che consentivano di stivare il carico anche negli spazi sottostanti. 

La petroliera in costruzione nei cantieri di Riva Trigoso.

 Per compensare l'aumento di volume del carico si rese necessaria la costruzione, sulla parte superiore delle cisterne, di un cofano di espansione che correva longitudinalmente lungo tutto il ponte di coperta.
Varata e completata rispettivamente nel marzo e settembre 1921, la Recco, iscritta con matricola 1027 al Compartimento marittimo di Genova, risultò essere un piroscafo cisterna di 5395 (o 5600, o 6214) tonnellate di stazza lorda, con una portata lorda di 8170 tpl, mentre la Rapallo era leggermente più grande (5800 tsl e 8500 tpl). Nonostante fossero il frutto di un compromesso costruttivo, le due pirocisterne ebbero un largo utilizzo, trasportando a Vado Ligure la nafta imbarcata in America, Russia e Persia. Ogni tanto le due unità viaggiavano anche per conto terzi.
In seguito all'estensione del mercato della CUNSA (Consorzio Utenti Nafta S. A.) al Veneto, venne deciso di creare un punto d'appoggio anche a Venezia: allo scopo fu scelto il Canale della Brentella, a Porto Marghera. Causa il loro pescaggio, tuttavia, la Recco e la Rapallo non potevano entrare a pieno carico nel canale della Brentella, pertanto si rese necessario dapprima il noleggio di due piccole navi cisterna della Regia Marina, la Stige e l’Acheronte, e successivamente l'affitto del deposito della Regia Marina degli Alberoni, all'imboccatura del canale di Malamocco, dotato di un serbatoio ricavato dalla trasformazione del cilindro di prova compressione scafo dei sommergibili. In tal modo Recco e Rapallo poterono allibare agli Alberoni e poi, alleggerite di parte del carico, entrare nel canale della Brentella e scaricare a tale pontile il resto del carico.
Nel 1925 la CUNSA, con l'incremento delle proprie attività, mutò nome in SNOM (Società Nazionale Olii Minerali), sempre con sede a Genova, e nel 1926, divenuta Azienda Generale Italiana Petroli (AGIP), trasferì la propria sede a Roma.
All'entrata dell'Italia nel secondo conflitto mondiale, il 10 giugno 1940, la Recco, al comando del capitano di lungo corso Castagnola, si trovava a Santa Cruz de Tenerife (per altre fonti la nave vi si rifugiò subito dopo la dichiarazione di guerra, onde evitare la cattura), nell'arcipelago delle Canarie, territorio spagnolo e neutrale, dove venne internata. Nei successivi mesi la nave stazionò inattiva in tale porto.
Nel frattempo lo Stato Maggiore della Regia Marina aveva proposto ed ottenuto di mettere a punto un piano per far forzare il blocco alleato da parte dei mercantili rifugiati nelle nazioni neutrali più benevole nei confronti dell'Italia (Spagna, Brasile e Giappone) e farli giungere a Bordeaux, base atlantica italiana (Betasom) nella Francia occupata: le navi sarebbero passate sotto il controllo delle forze tedesche, mentre i carichi (ancora a bordo da quando, dopo la dichiarazione di guerra, si erano rifugiate nei porti neutrali) sarebbero stati trasferiti in Italia via terra. Dopo la trasmissione delle istruzioni da seguire per la partenza ed il viaggio, venne organizzata la partenza dei vari mercantili, iniziando dalla Spagna continentale, dalla quale, tra il febbraio ed il giugno 1941, si trasferirono a Bordeaux i mercantili Clizia, Capo Lena ed Eugenio C.. Venne quindi organizzato il trasferimento delle navi che si trovavano nelle Canarie, 17 in tutto. Dato che tuttavia, dopo un anno di inattività, molte unità non erano in condizioni adatte ad affrontare una difficile traversata atlantica in tempo di guerra (le carene erano ricoperte di denti di cane ed alcune navi non erano entrate in bacino di carenaggio da oltre due anni), venne disposto l'invio alle Canarie del capitano di corvetta Eugenio Normand, che ispezionò tutti i mercantili là internati e compilò un dettagliato rapporto in cui individuò in nove le navi che avrebbero potuto prendere il mare: tra di esse vi era la Recco. In aprile partirono per la Francia, per primi, i mercantili Capo Alga e Burano, entrambi giunti a destinazione, poi fu la volta della Recco e di un'altra nave cisterna, la Sangro.

La Recco in navigazione.

 Ricevuto l'ordine di partire, il 19 aprile, la Recco si preparò a lasciare Santa Cruz de Tenerife a pieno carico (8500 tonnellate di nafta, a bordo sin dal giugno 1940) per raggiungere Saint Nazaire (o Belle Isle), ove sarebbe giunta l'8 maggio. Il disormeggio ebbe inizio alle nove di sera dello stesso 19 aprile, ma presentò varie complicazioni, in quanto non risultò possibile l'alaggio dei cavi d'acciaio che tenevano ormeggiata la Recco alle boe: si rese pertanto necessario l'abbandono di tali cavi, ma, al momento di partire, ci si accorse che l'ancora della petroliera si era impigliata in un'ancora del piroscafo Andalusia: dopo inutili tentativi per liberarla, l'ancora dovette essere filata per occhio. Eliminato anche tale ostacolo, la Recco uscì dal porto di Santa Cruz, seguita subito dopo dalla Sangro: una volta superata la diga foranea, la pirocisterna dell'AGIP raggiunse il largo procedendo alla massima velocità e quindi fece rotta verso ovest, per allontanarsi dalle rotte commerciali più trafficate, coperta dal buio della notte. La partenza delle due navi fu tuttavia segnalata dallo spionaggio britannico.
Intorno alle 11.30 del 3 maggio 1941 la Recco, in navigazione a 350-400 miglia dalle Azzorre, venne intercettata dall'incrociatore ausiliario britannico Hilary: dietro ordine del comandante, mentre l'unità nemica si avvicinava, l'equipaggio avviò le manovre di autoaffondamento, onde evitare la cattura. Nonostante il tentativo, da parte dei britannici, di mantenerla a galla, la Recco s'inabissò in posizione 44°37' N e 24°27' O, mentre i naufraghi (il comandante Castagnola, otto ufficiali e 21 marinai) vennero tratti in salvo dall'Hilary e condotti in Gran Bretagna, ove rimasero in prigionia sino al termine del conflitto.
È invece da ritenersi errata la versione secondo cui la nave, dopo aver lasciato Santa Cruz de Tenerife, non diede più notizia di sé e scomparve con l'intero equipaggio, forse silurata da un sommergibile o saltata su una mina.